# ابراهیم عدوی دمشقی
ابراهیم بن اسماعیل عدوی دمشقی (؟ -۱۶۷۷م) فقیه شافعی و قاری سوری در سدهٔ یازدهم هجری بود. کتاب القواعد السنیة فی قراءة حفص را در سال ۱۰۸۸ق در ۱۷۵ برگ نگاشت.